# Alessa-Catriona Pröpster
Alessa-Catriona Pröpster née le 4 mars 2001 à Hechingen, est une coureuse cycliste allemande, spécialiste des épreuves de vitesse sur piste.

## Palmarès

### Championnats du monde
| Édition / Épreuve                   | 500 mètres | Keirin | Vitesse individuelle | Vitesse par équipes |
| Aigle 2018 (juniors)                | Or         |        |                      | Or                  |
| Francfort-sur-l'Oder 2019 (juniors) | Argent     | Or     | Or                   | Argent              |
| Saint-Quentin-en-Yvelines 2022      | 15e        |        |                      |                     |
| Ballerup 2024                       |            |        |                      | 4e                  |

### Coupe des nations
- 2021
  - 2e du keirin à Saint-Pétersbourg
  - 3e de la vitesse par équipes à Saint-Pétersbourg
- 2023
  - 1re de la vitesse par équipes à Jakarta (avec Pauline Grabosch, Emma Hinze et Lea Sophie Friedrich)
  - 1re du keirin à Milton
  - 3e du keirin au Caire

### Ligue des champions
- 2023
  - 1re de la vitesse à Palma
  - 1re de la vitesse à Londres (I)
  - 1re du keirin à Paris
  - 2e du keirin à Berlin
  - 3e du keirin à Palma
  - 3e de la vitesse à Londres (II)

### Championnats d'Europe
| Épreuve / Édition                 | 500 mètres | Keirin | Vitesse individuelle | Vitesse par équipes |
| Gand 2019 (juniors)               | Argent     | Or     | Or                   | Bronze              |
| Fiorenzuola d'Arda 2020 (espoirs) |            |        |                      | Or                  |
| Apeldoorn 2021 (espoirs)          | Bronze     | Bronze | Bronze               |                     |
| Granges 2021                      |            |        |                      | Argent              |
| Anadia 2022 (espoirs)             | Bronze     | Or     | Or                   | Or                  |
| Granges 2023                      |            |        |                      | Or                  |
| Anadia 2023 (espoirs)             |            |        | Or                   |                     |

### Championnats nationaux
- 2019
  -  Championne d'Allemagne du 500 mètres juniors
  -  Championne d'Allemagne du keirin juniors
  -  Championne d'Allemagne de vitesse juniors
  -  Championne d'Allemagne de vitesse par équipes juniors
- 2024
  -  Championne d'Allemagne du keirin
- 2025
  -  Championne d'Allemagne de vitesse par équipes